# Teorema de Hurwitz (teoria dos números)
Na teoria dos números, teorema de Hurwitz, em homenagem a Adolf Hurwitz, fornece um limite em uma aproximação diofantina. O teorema afirma que para cada número irracional ξ existem infinitos racionais m/n, tais que
{\displaystyle \left|\xi -{\frac {m}{n}}\right|<{\frac {1}{{\sqrt {5}}\,n^{2}}}.}
A hipótese de que ξ é irracional não pode ser omitida. Além disso a constante {\displaystyle \scriptstyle {\sqrt {5}}} é a melhor possível; se substituir {\displaystyle \scriptstyle {\sqrt {5}}} por qualquer número {\displaystyle \scriptstyle A>{\sqrt {5}}} e permita {\displaystyle \scriptstyle \xi =(1+{\sqrt {5}})/2} (a Razão Áurea), então existem apenas finitamente muitos números racionais m/n de modo que a fórmula acima mantém.